# Skrajna Sieczkowa Przełączka

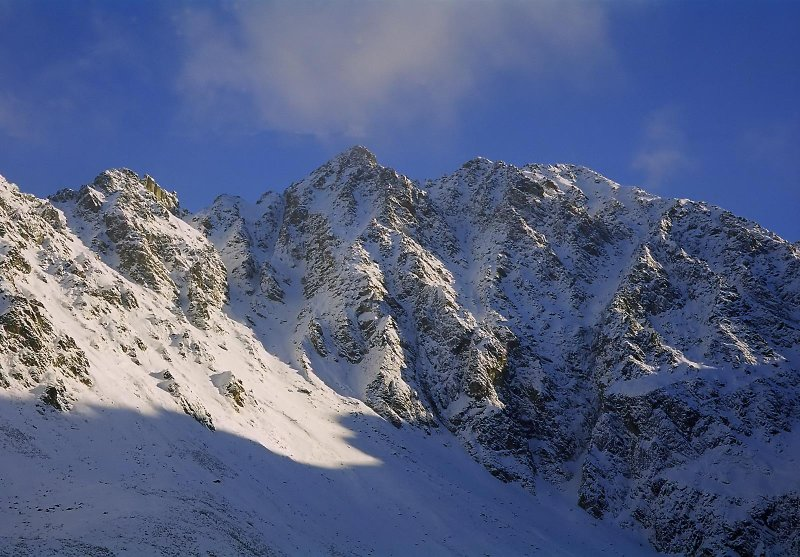
Od lewej: Wierch pod Fajki, Skrajny, Pośredni i Zadni Granat

Skrajna Sieczkowa Przełączka (ok. 2200 m, słow. Predné Sieczkovo sedlo, niem. Vorderer Sieczka-Sattel, węg. Elülső-Sieczka-nyereg) – przełęcz między Pośrednim Granatem (2233 m) a Skrajnym Granatem (2228 m) w polskich Tatrach Wysokich. Jest jedną z trzech Sieczkowych Przełączek w długiej wschodniej grani Świnicy na trasie Orlej Perci. Z zachodnich zboczy przełęczy (po stronie Dolinie Czarnej Gąsienicowej) opada Żleb Drège’a, ze wschodnich, do górnej części Dolinki Buczynowej szeroka płytowo-trawiasta depresja.

## Turystyka
Przez Skrajną Sieczkową Przełączkę i sąsiednie szczyty prowadzi szlak Orlej Perci, pokonywany najczęściej w kierunku od Zawratu na Krzyżne (odcinek Zawrat – Kozi Wierch jest jednokierunkowy). Od czasów wytyczenia szlaku Orlej Perci masyw Granatów zyskał na popularności wśród turystów. Najszybszymi dojściami na przełęcz są szlaki żółty na Skrajny Granat oraz zielony na Zadnią Sieczkową Przełączkę i Zadni Granat, oba pnące się wzwyż od strony Doliny Gąsienicowej. 5 m powyżej przełączki w grani Pośredniego Granatu znajduje się szczerbina o szerokości 1 m. Jej przejście ubezpieczone jest łańcuchem, możliwe jest także obejście szczeliny. Niebezpieczne jest zejście do Żlebu Drège’a. Doszło w nim do kilku wypadków śmiertelnych na skutek zabłądzenia i zboczenia ze szlaku. Żleb w swojej górnej części wydaje się być łagodny, jednak po zejściu niżej przechodzi w stromy komin, z którego bez sprzętu wspinaczkowego niemożliwe jest przejście w żadną stronę.
Pierwszymi udokumentowanymi zdobywcami szczytów Granatów byli Eugeniusz Janota i Bronisław Gustawicz wraz z przewodnikiem Maciejem Sieczką. Nie byli oni jednak pierwsi na wierzchołkach, bo podczas wyprawy 19 września 1867 r. znaleźli na Skrajnym Granacie ślady wcześniejszego pobytu człowieka. Od nazwiska Macieja Sieczki pochodzą nazwy trzech Sieczkowych Przełączek.

## Taternictwo
Rejon Granatów jest udostępniony do uprawiania wspinaczki skalnej. Na Skrajną Sieczkową Przełączkę prowadzi kilka dróg wspinaczkowych:
- Droga Rzepeckich; II stopień trudności w skali tatrzańskiej, 2 godz.,
- Droga Stanisławskiego; IV, 3 godz.,
- Żlebem Drege’a; V lub VI (zależnie od wariantu), 3 godz.,
- Wschodnią depresją; VI, 2 godz. 40 min.[2]

## Szlaki turystyczne
– czerwony (Orla Perć) przebiegający granią główną z Zawratu przez Kozi Wierch, Granaty i Buczynowe Turnie na Krzyżne.
- Czas przejścia z Zawratu na Krzyżne: 6:40 h
- Czas przejścia z Krzyżnego na Kozi Wierch (część Zawrat – Kozi Wierch jest jednokierunkowa!): 3:35 h.